# 久木田叶
久木田 叶（くきた かのう、1868年2月29日（慶応4年2月7日）- 1963年（昭和38年）12月29日）は、明治から昭和前期の政治家。衆議院議員（1期）、枕崎市名誉市民。旧姓・鮫島。

## 経歴
薩摩国川辺郡鹿籠郷鹿籠村（南方郷鹿籠村、鹿児島県川辺郡南方郷鹿籠村、西鹿籠村、東南方村、枕崎町を経て現枕崎市西鹿籠）で、鮫島強右衛門の三男として生れ、久木田キヨの養子となり1884年（明治17年）家督を相続した。造士館を中退し、1892年（明治25年）東京法学院卒。農業を営む。
川辺郡会議員を務め、1903年（明治36年）鹿児島県会議員に選出され、1919年（大正8年）9月まで在任し、同参事会員も務めた。枕崎港の築港、枕崎高等女学校（現鹿児島県立枕崎高等学校）の開設などに尽力した。
1920年（大正9年）5月の第14回衆議院議員総選挙（鹿児島3区、立憲政友会公認）で当選し、衆議院議員を1期務めた。反床次竹二郎の立場となったため、1924年（大正13年）の第15回衆議院議員総選挙では落選した。
以後、一時、政友会鹿児島支部長を務めたが、政界の第一線からは退き、植林、仏教研究などを行い余生を過ごした。